# Parc éolien de Botiieve
Le parc éolien de Botiieve est un ensemble d'éoliennes dont la mise en service a débuté en 2012 dans l'oblast de Zaporijjia en Ukraine.

## Puissance installée
Une première tranche de trente éoliennes a été mis en service en 2012, puis trente-cinq en 2014, soit 65 turbines Vestas V112-3.0 de 3 MW.
En 2022, le parc comprend 65 éoliennes Vestas de 3 MW, soit 195 MW au total.